# Benīganj
Benīganj är en ort i Indien.   Den ligger i distriktet Hardoi och delstaten Uttar Pradesh, i den norra delen av landet, 400 km öster om huvudstaden New Delhi. Benīganj ligger 139 meter över havet och antalet invånare är 10 418.
Terrängen runt Benīganj är mycket platt. Runt Benīganj är det tätbefolkat, med 613 invånare per kvadratkilometer. Närmaste större samhälle är Misrikh, 17,6 km nordost om Benīganj. Trakten runt Benīganj består till största delen av jordbruksmark.